# Mladen Tarbuk
Mladen Tarbuk (Sarajevo, 1962.) je hrvatski dirigent, skladatelj i glazbeni pedagog.

## Životopis
Na Prirodoslovno matematičkom fakultetu u Zagrebu studirao je fiziku, a na Muzičkoj akademiji u Zagrebu kompoziciju u razredu prof. Stanka Horvata te dirigiranje u razredu prof. Igora Gjadrova. Studij dirigiranja nastavio je na Sveučilištu za glazbu i scenske umjetnosti u Grazu kod Milana Horvata. Na Sveučilištu za glazbu i scenske umjetnosti u Beču usavršavao se u kompoziciji kod Friedricha Cerhe i u dirigiranju kod Uroša Lajovica. Bio je korepetitor Slovenskog narodnog gledališča u Mariboru (1987. – 89.), potom korepetitor i asistent dirigenta u Baletu i Operi Hrvatskog narodnog kazališta u Zagrebu (1989. – 1991.) te šef-dirigent Simfonijskog puhačkog orkestra Hrvatske vojske (1993. – 2000.).
Mladen Tarbuk svestrana je umjetnička osobnost, operni i simfonijski dirigent, skladatelj, producent, pedagog i redaktor. Dirigirao je u Njemačkoj, Češkoj, Italiji, Belgiji, Austriji, Rusiji, Mađarskoj i Sloveniji. Praizveo je operu Café Museum-oder die Erleuchtung Kurta Schwertsika na Musikprotokollu u Grazu 1993. godine, a posebno njeguje glazbeno-scenska djela R. Wagnera i R. Straussa, te simfonijsku glazbu XX. stoljeća.
Također je sudjelovao u izdavanju izvornika Glasovirskog koncerta, Fantazije, Simfonije i Pjesama za glas i orkestar Dore Pejačević, te orkestralne idile Večer Vatroslava Lisinskog. Djela su mu izvođena na uglednim glazbenim festivalima (Gaudeamus Amsterdam, Musicora Paris, Wien modern, Trieste prima, Europamusicale München, World Music Days Manchester, Moskovska jesen, Muzički biennale Zagreb) te snimana za fonoteke ORF-a, BBC-a, RAI-a, NR-a i HRT-a. 
Na zagrebačkoj Muzičkoj akademiji djeluje od 1990. kao predavač teorijskih predmeta, a od 1998. kao docent, redovni je profesor na Odsjeku za kompoziciju i teoriju glazbe. Od 2000. prvi je dirigent Simfonijskog orkestra Hrvatske radiotelevizije. Od 2002. do 2005. bio je intendant Hrvatskog narodnog kazališta u Zagrebu. Glazbeni je direktor DLJI.
Član je nekolicine umjetničkih udruga i institucijama kao što su Hrvatsko društvo skladatelja, Fond Lovro i Lilly Matačić, Hrvatska udruga za zaštitu izvođačkih prava i Glazbeni savjet HRT-a.

## Skladbe
Rekonstruirao je izgubljenu partituru drugoga čina Sunčanice Borisa Papandopula, te redigirao operu Nikola Šubić Zrinjski Ivana pl. Zajca.
Skladbu Zildjian Concerto za udaraljke i orkestar, partituru i dionice, kao i snimku na kompaktnoj ploči, objavila je američka izdavačka kuća HoneyRock. Audio zapis skladbe Concerto grosso nalazi se na CD-u trubača Petra Obradovića (HDS/Cantus d.o.o./HRT, Zagreb, 2000.) .), dok se zapis Varijacija na međimursku temu nalazi na CD-u pijanista Maksima Mrvice (HDS/Cantus d.o.o./HRT, Zagreb, 2001.). Notni materijal skladbe A tre za gudački trio objavljen je u ediciji Ars Croatica Hrvatskog društva skladatelja, dok je Discusiones amorosas objavio Centar za turističke inicijatice u Tolosi.

## Nagrade i priznanja
Dobitnik je više nagrada i priznanja kao što su nagrada za najbolju izvedbu Janačekove Sinfoniette na Natjecanju dirigenata Smetana-Dvořák-Janaček u Olomoucu (1992.), počasna diploma na Natjecanju mladih dirigenata Carlo Zecchi u Rimu (1989.), Nagrada Dr. Ernst Vogel (Stockerau, 1993.) i Nagrada Stjepan Šulek (Zagreb, 1994.). Laureat je Međunarodnog natjecanja za zborsku skladbu, Tolosa, 1993. Dobitnik je preporuke za izvedbu na 1. međunarodnom natjecanju mladih skladatelja u Beču (1991.) i finalist natjecanja Alpe-Adria Giovani održanog 1992. u Trstu. Za glazbenu produkciju 1998. te za kompoziciju 2001. primio je diskografsku nagradu Porin.

## Ostalo
- "Sve najbolje" kao dirigent (2016.)

## Vanjske poveznice
- Hrvatsko društvo skladatelja